# 잠수교
잠수교(潛水橋)는 물에 잠기도록 설계된 다리를 뜻한다. 배를 지나다니게 하기 위해서 임의로 물에 잠기도록 만든 가동교와, 움직이지 않지만 홍수 등으로 물이 불어나면 잠기는 다리로 분류할 수 있다.

## 가동교

배가 지나다니게 하기 위해 교량의 일부를 물 밑으로 내릴 수 있게 만든 다리이다. 같은 방식이지만 교량을 올리는 승개교에 비해서 교량을 배의 높이만큼 올릴 구조를 만들 필요도 없고 배의 높이도 제한받지 않지만, 반대로 배의 흘수가 제한을 받는다.
그리스 코린토스 운하의 양쪽 끝에 있는 잠수교 2개는 수심 8m까지 내려간다.

그리스 코린토스 운하의 잠수교.

## 비가동교
수면으로부터 교각까지의 높이가 낮아서 홍수 등으로 물이 불어나면 잠기는 다리를 잠수교라고도 부른다.
보통 교통 수요가 적고 물이 넘을 일이 드문 곳에 저렴한 비용으로 다리를 만들기 위해 짓는다. 예외적으로 한강의 잠수교가 있다.

## 같이 보기
- 가동교